# Кастрици, Хариклея
Хариклея Кастрици (греч. Χαρίκλεια Καστρίτση; род. 11 апреля 1983, Афины) — греческая тяжелоатлетка, выступавшая в весовой категории до 58 килограммов. Бронзовый призёр чемпионата мира и участница Олимпийских игр.

## Биография
Хариклея Кастрици родилась 11 апреля 1983 года.

## Карьера
На чемпионате мира среди юниоров 1998 года Хариклея Кастрици выступала в весовой категории до 48 килограммов и подняла в рывке 55 кг и в толчке 65 кг. С результатом 120 кг она заняла тринадцатое место. В 2000 году она вновь выступила на юниорском чемпионате мира, на этот раз в весовой категории до 53 килограммов и заняла десятое место с суммой 152,5 кг (67,5 + 85). В следующем году она заняла пятое место, значительно улучшив свои результаты: 77,5 кг в рывке и 97,5 кг в толчке.
В 2002 году Хариклея Кастрици выступила на взрослом чемпионате мира в Варшаве и сразу стала бронзовым призёром в весовой категории до 58 килограммов. Греческая тяжелоатлетка подняла 97,5 кг в рывке и 112,5 кг в толчке.
В 2003 году греческая спортсменка не сумела показать такой результат, подняв в сумме на 20 килограммов меньше и стала лишь 21-й в весовой категории до 58 килограммов.
В 2004 году Кастрици выступала на домашних Олимпийских играх и финишировала с результатом 200 килограммов (90 + 110) на тринадцатом месте.
В 2005 году на чемпионате мира в Дохе Кастрици заняла тринадцатое место, подняв в сумме 183 кг. В следующем году на чемпионате мира в Санто-Доминго она подняла 188 кг и стала семнадцатой. С таким же результатом она заняла 22-е место на чемпионате мира 2007 года в Чиангмае.
На чемпионате Европы 2009 года Хариклея Кастрици стала восьмой, подняв в сумме 183 кг (83 + 100), а спустя три года заняла четырнадцатое место с результатом 160 кг.